# Intelsat 10
Intelsat 10 (ang. International Telecommunications Satellite) – satelita telekomunikacyjny należący do operatora Intelsat, międzynarodowego giganta w tej dziedzinie, który od 1965 roku wyniósł na orbitę przeszło 80 satelitów. Pierwotnie nazywał się PanAmSat 10 (PAS-10) i należał do operatora PanAmSat, który w 2006 roku został przejęty przez Intelsat. Nową nazwę otrzymał 1 lutego 2007.
Satelita został wyniesiony na orbitę 15 maja 2001 z kosmodromu Bajkonur w Kazachstanie. Został umieszczony na orbicie geostacjonarnej (nad równikiem), na pozycji 68,5 stopnia długości geograficznej wschodniej (na tej samej pozycji znajduje się również Intelsat 7). W 2012 zastąpił go na tej pozycji nowo wystrzelony satelita Intelsat 20, natomiast Intelsat 10 został przemieszczony na 47,5°E.
Intelsat 10 nadaje sygnały stacji telewizyjnych, radiowych, przekazy telewizyjne oraz dane (dostęp do Internetu) do odbiorców w Europie, Afryce oraz w Azji. Planowany czas pracy satelity wynosi 15 lat.